# 徐才
徐才（1926年1月—2019年1月5日），原名韩文才，曾用名韩雨仁，笔名金文，男，山东邹县人，中国报刊活动家、体育活动家，曾任《中国青年报》社副总编辑，国家体委副主任，中国武术研究院院长，中国武术协会副主席。